# Neuilly-en-Sancerre
Neuilly-en-Sancerre – miejscowość i gmina we Francji, w Regionie Centralnym, w departamencie Cher.
Według danych na rok 1990 gminę zamieszkiwały 192 osoby, a gęstość zaludnienia wynosiła 7 osób/km² (wśród 1842 gmin Regionu Centralnego Neuilly-en-Sancerre plasuje się na 947. miejscu pod względem liczby ludności, natomiast pod względem powierzchni na miejscu 407.).